# Alt Sührkow
Alt Sührkow là một đô thị ở huyện Güstrow, bang Mecklenburg-Vorpommern, Đức. Đô thị này có diện tích 25,32 km², dân số thời điểm ngày 31 tháng 12 năm 2006 là 462 người.